# 拉卡萨涅 (上比利牛斯省)
拉卡萨涅（法語：Lacassagne，法語發音：[lakasaɲ]）是法国上比利牛斯省的一个市镇，属于塔布区。

## 地理
拉卡萨涅（43°21'25"N, 0°8'56"E）面积6.65 平方千米，位于法国奧克西塔尼大區上比利牛斯省，该省份为法国西南部内陆省份，北至热尔省，西接大西洋比利牛斯省，南与西班牙接壤，东临上加龙省。
与拉卡萨涅接壤的市镇（或旧市镇、城区）包括：比戈尔地区拉巴斯唐斯、埃斯孔多、莱斯屈里、曼戈、塞纳克。

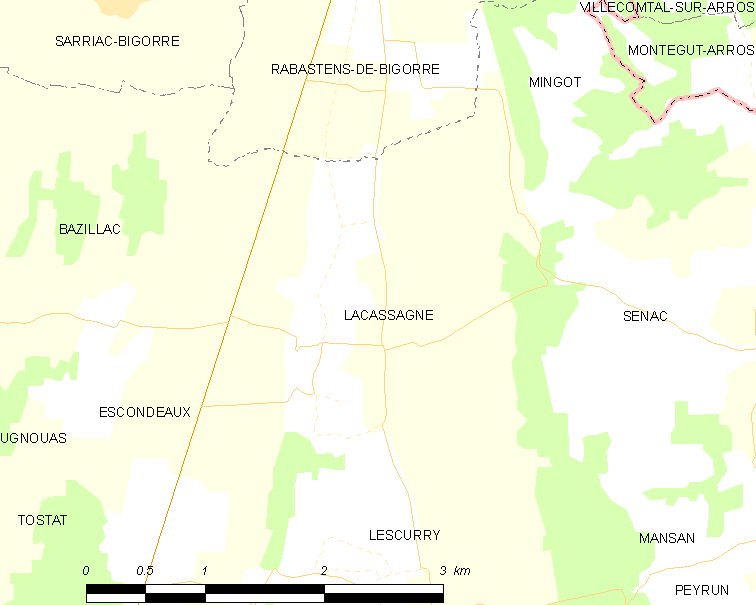
的OSM定位图

拉卡萨涅的时区为UTC+01:00、UTC+02:00（夏令时）。

## 行政
拉卡萨涅的邮政编码为65140，INSEE市镇编码为65242。

## 政治
拉卡萨涅所属的省级选区为阿杜尔河谷-吕斯唐-马迪拉奈县。

## 人口

1962-2008年间人口变化图示

拉卡萨涅于2022年1月1日时的人口数量为247人。